# Anna Maria Strada
Anna Maria Strada, también conocida como Anna Maria Strada del Pò por su apellido de casada, así como por La Stradina, fue una soprano italiana. 

## Biografía
Nació en Bérgamo a comienzos del siglo XVIII. Su primera actuación fue en la ópera La verità in cimento de Antonio Vivaldi, el año 1720 en Venecia. En esa ciudad estrenó óperas de Vivaldi y Giuseppe Maria Orlandini. En 1724 se estableció en Nápoles, donde se casó con el director de teatro Aurelio del Pò. En esa ciudad participó en óperas de diversos compositores de la escuela napolitana, como Leonardo Vinci, Nicola Porpora y Leonardo Leo.
En 1729 se trasladó a Londres, donde actuó de prima donna en todas las óperas de Händel hasta 1737. El compositor alemán compuso para ella diversas arias, en óperas como Partenope (1730), Poro (1731), Ezio (1732) y Sosarme (1732). En estas obras, la cantante demostró una gran fuerza interpretativa en el registro dramático, una gran agilidad vocal y un alto registro de voz. Cuando la compañía de Händel lo abandonó para pasarse a la Ópera de la Nobleza, Strada fue la única que permaneció a su lado; Händel la recompensó con los papeles protagonistas de Ariodante (1735) y Alcina (1735).
En 1738 regresó a su país y, dos años más tarde, abandonó la música. Murió hacia 1772, quizá en Nápoles, aunque no se sabe a ciencia cierta.